# Untraceable
Untraceable is een Amerikaanse thriller/horrorfilm uit 2008 onder regie van Gregory Hoblit.

## Verhaal
Speciaal agent Jennifer Marsh vormt samen met Griffin Dowd de afdeling computercriminaliteit van de FBI in Portland. Een anonieme tip wijst hen op het bestaan van de website KillWithMe.com. Daarop is een filmpje te zien van een kat die eerst wordt gemarteld en dan gedood. De site offline halen, blijkt onmogelijk. Kort daarop toont KillWithMe.com een menselijke, nog levende gevangene in een dodelijke val. De webmaster heeft die zo ingesteld dat de snelheid waarin het slachtoffer sterft afhankelijk is van het aantal bezoekers van de website. Dit loopt snel op en de gevangene sterft een sadistische dood.
Een tijdje later presenteert KillWithMe.com slachtoffer twee, op dezelfde locatie, in een andere val, maar werkend volgens hetzelfde principe. De dader is nog lang niet klaar. Als Marsh en Down hem niet vinden, staat het ene na het andere slachtoffer een gruwelijke dood te wachten. Het kijkende publiek kan dit ook voorkomen door niet naar de site te gaan, alleen het bezoekersaantal neemt bij elk volgend slachtoffer juist toe.

## Rolverdeling
| Acteur              | Personage      |
| ------------------- | -------------- |
| Diane Lane          | Jennifer Marsh |
| Colin Hanks         | Griffin Dowd   |
| Billy Burke         | Eric Box       |
| Joseph Cross        | Owen Reilly    |
| Mary Beth Hurt      | Stella Marsh   |
| Perla Haney-Jardine | Annie Haskins  |

## Productie
De film werd in Portland, Oregon opgenomen. In Clackamas was een tijdelijke studio gebouwd waar alle interieurscènes werden opgenomen, waaronder het FBI-kantoor, het huis van Marsh, een bouwlift en meerdere kelders. Een scène aan de oostkant van de Broadway Bridge werd op de echte brug opgenomen en ook in de studio. Er werd een neprestaurant gebouwd onder de brug, die werd gebruikt in de film. De bouw van deze set duurde minder dan twaalf uur. Het verjaardagsfeest van het karakter van Jardine werd gefilmd in Oaks Amusement Park.